# Red Raider Rampart
Red Raider Rampart (englisch für Rote-Räuber-Bollwerk) ist eine schroffe Wand aus Fels und Eis in der antarktischen Ross Dependency.  Im Königin-Maud-Gebirge ragt sie unmittelbar östlich der Mündung des Gatlin-Gletschers in den McGregor-Gletscher auf.
Teilnehmer der Expedition der Texas Tech University zum Shackleton-Gletscher (1964–1965) benannten die Wand nach dem Namen für die Sportteams der Universität.